# La Otra Campaña

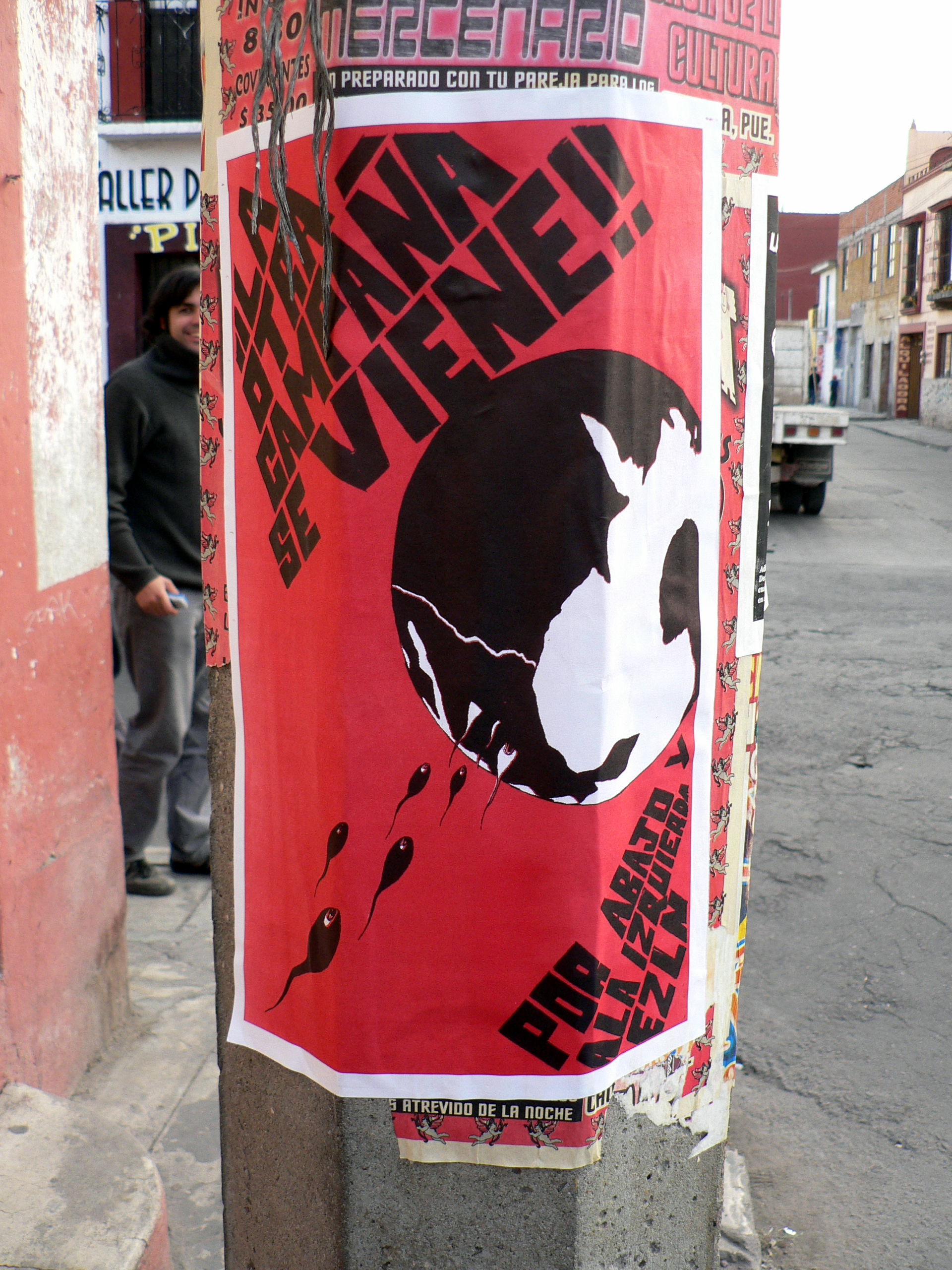
EZLN 2005, nueva iniciativa, Sexta declaración de la Selva Lacandona

La Otra Campaña es el nombre de una iniciativa política independiente y partidaria de la participación popular impulsada por el EZLN y el movimiento zapatista. Desde el punto de vista del EZLN, La Otra Campaña busca escuchar al pueblo mexicano, a los organizados y a los que no lo están, a todos aquellos que desde abajo y a la izquierda busquen cambiar el actual estado de la sociedad, siempre regidos por ciertos principios, como son: el anticapitalismo, la horizontalidad, la equidad y varios más que el propio movimiento irá definiendo en su caminar.

## Proceso
En junio de 2005, el EZLN lanza una nueva iniciativa, la 
Sexta Declaración de la Selva Lacandona, donde llama, desde sectores políticos hasta individuos, a organizarse en un movimiento nacional, que busque la reestructuración de las relaciones sociales, el conformar un Programa Nacional de Lucha y crear una nueva constitución política que rija en toda la República Mexicana, donde se consideren las demandas del pueblo mexicano. 
Entre el 5 de agosto y el 18 de septiembre de 2005, el EZLN sostuvo reuniones con organizaciones políticas de izquierda; organizaciones indígenas y pueblos indios; organizaciones sociales y ONG; organizaciones, grupos y colectivos culturales y de artistas, y con adultos, ancianos y niños que a título individual, familiar, de comunidad, calle, barrio o vecindad habían suscrito la Sexta Declaración de la Selva Lacandona.
En dichas reuniones, siendo la más numerosa la de organizaciones, grupos y colectivos artísticos y culturales, se abordaron seis puntos que sirvieron para guiar las reflexiones y las discusiones: ratificación, ampliación o modificación de las características de La Otra Campaña; definición de quiénes están convocados y quiénes no; estructura organizativa de La Otra Campaña; lugar especial de las diferencias en La Otra Campaña (indígenas, mujeres, otros amores, jóvenes, niños y otros); posición de La Otra Campaña frente a otros esfuerzos organizativos, y tareas inmediatas.
En su mensaje de clausura, el Subcomandante Marcos puntualizó que el EZLN proponía como “urgente y básico” la solidaridad y el apoyo entre todas y todos los que formarían La Otra Campaña: “lo primero que tiene que hacer La Otra Campaña es ver por todos los adherentes, es decir, lo que le pase a uno de nosotros no podemos permitirlo, y nos vamos a movilizar con todos los medios civiles y pacíficos que tengamos, para protegerlo, apoyarlo, solidarizarnos con él […] porque el reflejo inmediato de una organización es proteger a quienes forman parte de ella”.
Luego hizo un recuento de cuántas organizaciones, grupos, colectivos e individuos asistieron y cuántos faltaron a las que serían las primeras reuniones de adherentes de La Otra Campaña, para reconocer después que “de ninguna manera somos mayoría […] tenemos que construir algo para que cualquiera de estos compañeros que no pudo venir por cualquier situación, sepa que su lugar se le va a apartar, como cuando pasa algo”, y concluyó:

“Compañeras y compañeros, la Otra Campaña ya no es nuestra; quiero decir, ya no es sólo nuestra […] Queremos que sepan que como Ejército Zapatista de Liberación Nacional es un honor para nosotros tenerlos a partir de ahora como compañeros y compañeras. Ya al decir esto les decimos que corresponderemos con compañerismo, con honestidad y sobre todo con lealtad hacia todos ustedes, la lealtad que hemos tenido, el compañerismo y la honestidad con nuestras comunidades ahora también los tendremos con ustedes. Después de haberlos oído y visto trabajar pensamos que tenemos mucha suerte de haberlos encontrado. Son ustedes, hombres, mujeres, otros, niños y ancianos, algo de lo mejor de este país. Qué bueno que los encontramos. Ojalá sigamos mucho tiempo juntos adelante.”

El 20 de noviembre, el EZLN anunciaría públicamente la disolución del Frente Zapatista de Liberación Nacional, fundado ocho años atrás, y declararía que una nueva etapa del zapatismo civil iniciaría con aquellas personas que “con la actitud y el trabajo demuestren que así lo quieren”. El nuevo FZLN sería, pues, una nueva organización política zapatista, civil y pacífica, anticapitalista y de izquierda, que no lucharía por el poder y que se empeñaría en construir una nueva forma de hacer política. Esta nueva organización nacería dirigida directamente por la Comisión Sexta del EZLN, de la cual Marcos, nombrado su Delegado Zero, formaría parte; y, a diferencia del Frente que le antecedía, se ingresaría a ella sólo a invitación expresa de dicha Comisión.
Así, el 1 de enero de 2006 daría comienzo la más reciente etapa del zapatismo, con un periplo del Delegado Zero, que además de la visita a los 31 estados y el Distrito Federal, incluía reunirse con comunidades de mexicanos y chicanos residentes en Estados Unidos. Para que no quedara duda del carácter de esta, La Otra Campaña, Marcos afirmaría en San Cristóbal de Las Casas, Chiapas, que el principal destinatario de la sexta declaración zapatista había acusado recibo de su emisión: “El gran poder del dinero en México firmó lo que se puede reconocer como la contradeclaración de la Comisión Sexta y que es conocido comúnmente como el Pacto de Chapultepec”.
Cinco días después, el Delegado Zero anunciaría el fallecimiento de la Comandanta Ramona, personaje emblemático del movimiento zapatista cuya participación sería trascendental en los llamados Diálogos de Catedral, en marzo de 1994, y durante la fundación del Congreso Nacional Indígena, en octubre de 1996. El duelo por la muerte de Ramona duraría tres días, y entre el 9 y el 13 de enero Marcos terminaría su recorrido por el estado Chiapas para de allí dirigirse a los de Quintana Roo, Yucatán, Campeche, Tabasco, Veracruz, Oaxaca y Puebla.
En su paso por los estados del sur y el centro del país, la Comisión Sexta del EZLN y su Delegado Zero fueron testificando que la miseria con la que se habían encontrado durante la Marcha del Color de la Tierra cinco años atrás, se mantenía o se había acrecentado en el sexenio de un gobierno que muchos creyeron sería el primero de “un proceso de transición democrática”; en tanto dialogaban con los protagonistas de otros movimientos y luchas de muchos años de “resistencias”.
Al principio, estas luchas y movimientos no tenían suficiente resonancia, pues, tanto los medios comerciales como buena parte de quienes organizaban los eventos y encuentros entre Marcos y los distintos grupos, colectivos y organizaciones que se habían adherido a la sexta declaración zapatista, ponían más atención a lo dicho por el Delegado Zero, que a lo manifestado por sus propios compañeros. Sin embargo, eso fue cambiando debido a que las mismas organizaciones, grupos, personas y colectivos, siempre mediante el concurso de los medios alternativos que cubrían La Otra Campaña, y del mismo Delegado Zero, fueron permitiéndose escucharse unos y otros; lo mismo en reuniones sólo de adherentes (quienes han suscrito la Sexta Declaración de la Selva Lacandona) como sectoriales de trabajadores del campo y la ciudad, del mar y la tierra, del arte y la cultura.
En Tlaxcala, en el marco de lo que sería llamado el Encuentro Nacional por “Otra Comunicación, Otra Información, Otro Arte, Otra Cultura”, el Delegado Zero haría el primer recuento de La Otra Campaña (para entonces llamada ya simplemente La Otra): “Al 15 de febrero […] la Sexta Declaración y La Otra llegaron a mil 36 organizaciones políticas, indígenas, sociales, no gubernamentales, grupos y colectivos adherentes, todos de abajo y a la izquierda. Sin más desplegados que sus voces, ni más firmas al calce que las que sus pasos por todo el país rubrican con firmeza”.
Diez días después, aún en la Otra Tlaxcala, la Comisión Sexta del EZLN, en conjunto con el Colectivo Red de Mujeres en Pro de sus Derechos, anunciaría la creación de un espacio virtual al que llamarían “Otros trabajadoros sexuales”, con miras a realizar un encuentro nacional de trabajadoras y trabajadores sexuales que luchan por sus derechos. Así mismo, Marcos propondría una movilización, también nacional, por la liberación de los presos políticos y la suspensión de las órdenes de aprehensión contra luchadores sociales: “dudo que alguien se pueda decir de izquierda –afirmaría el vocero zapatista- y no decir que deben salir libres los presos políticos”.
De este modo, la articulación de cara a las múltiples expresiones de la represión que el gobierno mexicano fue desplegando en torno a La Otra, así como su definición ante el Pacto Chapultepec y la candidatura del abanderado de la izquierda partidista, Andrés Manuel López Obrador, se fueron convirtiendo en sus axiomas políticos.
Los encuentros con adherentes y sectoriales se repitieron en Hidalgo, Aguascalientes y Jalisco, donde La Otra encontraría a su paso el de los obreros del Sindicato Nacional Revolucionario de Trabajadores de la Compañía Hulera Euzkadi, protagonistas de una huelga que duró más de mil días, pero que terminó por doblegar a sus patrones alemanes para convertirse en copropietarios de General Tyre. También al de intelectuales como Adriana López Monjardín, Ana Esther Ceceña, Andrés Aubry, Carlos Aguirre Rojas, Carlos Fazio, Gilberto López y Rivas, Luis Hernández Navarro, Marcos Roitman (en voz de Alicia Castellanos) o Pablo González Casanova, entre otros; donde el Delegado Zero distinguiría de “los intelectuales de arriba” y “los intelectuales de en medio” a “los otros intelectuales” por su “humildad de reconocer que se está frente a algo nuevo [para luego de] integrarse [y] hacer suya La Otra, en ella conocerse y conocer al indígena, al obrero, al campesino, al joven, a la mujer, al niño, al anciano, al maestro, al estudiante, al empleado, al homosexual, lesbiana y transgénero, a la trabajadora y trabajador sexual, al ambulante, al pequeño comerciante, al cristiano de base, al trabajador de la calle, al otro, a la otra”.
Luego tocaría su turno a los estados de Colima, Nayarit, Michoacán, Morelos y Guerrero en la agenda de la Comisión Sexta del EZLN. En Morelos, cuna del caudillo revolucionario Emiliano Zapata, de quien el EZLN tomaría su nombre y ejemplo, La Otra Campaña suspendería uno de sus eventos más importantes por el simbolismo que representaba: la visita a la tumba del mismo Zapata, precisamente el día de su aniversario luctuoso:

"Hoy, acá en el sur de México, en el sur que era llamado, por nahuas y por mayas, ‘el lado izquierdo del sol’, donde se levanta el árbol de las espinas rojas recordamos el árbol de vida, lucha y dignidad que fue nuestro General Emiliano Zapata Salazar y traemos el mensaje de la Otra Campaña y de la Sexta Declaración, el mensaje de lucha de abajo y a la izquierda que se encuentra en el sur, en el lado izquierdo del sol, con todos los que luchamos por un México más justo, más libre y más democrático, es decir, por Otro México. Y decimos esto porque bien sabemos que, cada tanto, la sangre del General Emiliano Zapata vuelve a hervir en los campesinos de Morelos y en todos los hombres, mujeres, niños y ancianos morelenses […] Hoy, como Otra Campaña, les decimos que es necesario que vuelva a andar Emiliano Zapata con nuestros pasos, que es necesario levantarnos contra el rico y contra quien lo sirve, que es necesario tomar con nuestras manos lo que es nuestro: la tierra, las fábricas, los comercios, los bancos, la salud, la educación. Hoy debemos seguir luchando sí, pero ya no solos, sino unidos todos y todas los que, abajo y a la izquierda, somos el árbol que somos para levantar el mundo, pero ahora otro mundo, nosotros, nosotras, la Otra Campaña, el árbol que somos de la vida. Desde la Barranca de los Sauces, en Cuernavaca, en el Otro Morelos, esperando para enfrentar el desalojo que pretenden los malos gobiernos panistas, y saludando a nuestro General en Jefe Emiliano Zapata Salazar."

El día del intento de desalojo, que finalmente no se llevó a cabo debido precisamente a la presencia del Delegado Zero, la Comisión Sexta del EZLN, el Frente de Pueblos en Defensa de la Tierra (FPDT), los medios alternativos y algunos estudiantes de la UNAM y el IPN, entre otros adherentes, refrendarían su compromiso de solidaridad ante la amenaza de represión, enarbolando con acciones su lema: “si tocan a uno nos tocan a todos”; que luego explicaría la pausa de cinco meses en el recorrido de la misma Comisión Sexta del EZLN en el centro del país.
En su paso por Guerrero, entre otras comunidades el Delegado Zero visitaría El Charco y Atoyac de Álvarez, representativas por la matanza del 7 de junio de 1998 cuando el Ejército federal asesinó a once personas en la escuela Caritino Maldonado, la primera, y por ser la tierra donde Lucio Cabañas naciera, la segunda; antes de arribar al Estado de México y el Distrito Federal.
En el Estado de México, la Comisión Sexta del EZLN sostendría encuentros con indígenas, estudiantes y otros adherentes; además de visitar el penal de Chiconautla, en Ecatepec, donde se encuentra recluida Gloria Arenas Agis, Coronel Aurora del Ejército Revolucionario del Pueblo Insurgente (ERPI), para demandar la liberación de todos los presos políticos del país, así como la presentación con vida de los desaparecidos también por razones políticas; Teotihuacán, donde reivindicaría la lucha contra Wal-Mart, consorcio multinacional con ventas anuales por encima de los 290 mil millones de dólares en 2005, lo que significa más de la tercera parte del producto interno bruto (PIB) de México, superando el de 154 países y la suma del de los 76 países menos avanzados (281 mil millones), y San Salvador Atenco, donde a través de un discurso bastante emotivo Marcos recordaría la lucha del FPDT contra el proyecto gubernamental de construir un aeropuerto alterno al de la Ciudad de México en sus tierras, como una lección para el EZLN, y contaría que le nombra al mismo FPDT el “séptimo regimiento de caballería” porque sin importar “lo grande o pequeño que sea [un] movimiento” allí están “los machetes de ustedes dando apoyo, alegría, combatividad a la gente que está sufriendo”.
Así, la Comisión Sexta del EZLN y su Delegado Zero llegarían al Distrito Federal, donde una cauda de organizaciones, colectivos, grupos y personas de la variopinta izquierda adherente le esperaban con una agenda que incluiría eventos masivos en la Universidad Autónoma de la Ciudad de México (UACM), el Instituto Politécnico Nacional (IPN), la Universidad Autónoma Metropolitana (UAM) Plantel Xochimilco y la Universidad Nacional Autónoma de México (UNAM); la participación en el Primer Encuentro Nacional Obrero o en la manifestación por Otro Primero de Mayo, que haría referencia a los trabajadores mexicanos en el extranjero; así como reuniones con adherentes por sectores (niños, mujeres, trabajadores de la salud y artistas).

## Posición ante los partidos políticos
Durante esta gira el EZLN ha procurado distanciarse de los 3 partidos políticos más importantes de México y sus candidatos a la presidencia, para dejar claro que su proyecto de construcción de un nuevo país no pasa por el apoyo a tal o cual candidato, sino por la lucha propia y la organización de los de abajo. El EZLN, por medio de su portavoz Marcos, ha declarado que Andrés Manuel López Obrador es un espejo del expresidente Carlos Salinas de Gortari y que, su doble discurso para con el pueblo carece de fundamentos (La (imposible) ¿geometría? del Poder en México). Marcos se ha expresado también recientemente acerca del PRI y Roberto Madrazo, a quien califica de "ladrón vergonzante y criminal" (). Sobre el expresidente Fox dijo que este ha "entregado a los empresarios todo el dinero que se juntó de ayuda (para víctimas del huracán Stan), mientras la gente humilde todavía está esperando" 

El proceso electoral ya empezó y alguien les va a venir a decir que si lo apoyan les va a resolver todo. Nosotros les venimos a decir que no les vamos a resolver absolutamente nada ni les venimos a traer soluciones, sino problemas, y la invitación de que nos juntemos con los compañeros que se están alzando en otras partes del país para construir el nuevo México
 

### La víspera electoral
La jornada electoral del 2 de julio de 2000 había quedado inscrita en la historia reciente de México como el día en que después de más de 70 años de gobiernos priistas el sufragio de millones de mujeres y hombres se hacía efectivo, dando paso a la alternancia y quizás también a la democracia con el triunfo del panismo. Tres años después, cuando las llamadas elecciones intermedias estaban a la vuelta de la esquina, algunos articulistas opinaban en los medios impresos y electrónicos que cada uno de los partidos políticos con registro legal tendría que definir claramente su postura ante un electorado que ya no veía a la democracia como un ejercicio a través del cual delega su soberanía en las decisiones de otros, sino como un abanico de posibilidades y mecanismos diversos de los que podría hacer uso para ejercer esa misma soberanía con sus propias manos.
Movimientos populares o ciudadanos contra proyectos emprendidos por los gobiernos neoliberales panistas como la construcción de un aeropuerto en San Salvador Atenco, en 2001, o la destrucción de patrimonio natural y cultural en el ex Casino de la Selva, en Cuernavaca, en 2003, parecían ser algunos botones de muestra de que la gente no había votado “por un mero cambio en la decoración y el maquillaje gubernamentales; y que cada vez más el pueblo mexicano vigilaría a sus gobiernos […] y los modos en cómo estos conducen al país”.
En este contexto se insertaría La Otra Campaña tres años después; pero no sólo. En Oaxaca, maestros de la Sección 22 del Sindicato Nacional de Trabajadores de la Educación (SNTE) que junto con el Frente de Sindicatos y Organizaciones Democráticas de Oaxaca, la Promotora Estatal por la Unidad Nacional contra el Neoliberalismo y la Red Oaxaqueña Zapatista se habían manifestado el 5 de mayo tanto por la liberación de los presos políticos de los días 3 y 4 en Texcoco y Atenco como por su propia demanda de homologación de salarios a partir de la rezonificación de 70 mil maestros, el 22 de mayo se instalaron en plantón en 56 calles del centro de la capital del estado como medida de presión.
Sin embargo, el 14 de junio (dos semanas antes de la jornada electoral federal) el gobierno estatal decidió poner fin al plantón mediante el uso de la fuerza pública con un saldo de 92 heridos, entre mentores, niños y elementos de seguridad. Inclusive, la dirigencia magisterial aseguró que como resultado del choque murieron dos profesores y dos menores de edad; mientras la Cruz Roja informaba del caso de una profesora embarazada que a causa de la intoxicación por gases lacrimógenos había abortado.
La salida violenta por parte del gobierno estatal ante la mirada impasible del Ejecutivo federal provocó que en un principio los maestros emprendieran la huida; para después se reagruparan y enfrentaran con palos y piedras a los agentes de la Unidad de Operaciones Especiales de la policía preventiva; de la Unidad Ministerial de Intervención Táctica de la procuraduría estatal, y del Grupo de Operaciones Especiales del ayuntamiento de Oaxaca de Juárez; respaldados por un helicóptero que arrojó decenas de granadas de gas durante cuatro horas.
Aun así, los maestros retomarían la plaza principal de Oaxaca y lograrían retener al subdirector operativo de la policía ministerial, Margarito López, y a siete elementos más, que serían utilizados para intercambio por educadores presos. A partir de ese momento, como dicen los mismos maestros en sus documentos y comunicados, cambia el rumbo de su lucha “convirtiéndose en un movimiento popular-magisterial, contando con el apoyo de la ciudadanía oaxaqueña y que hizo posible el aglutinamiento de todas las expresiones en una sola, naciendo la Asamblea Popular de los Pueblos de Oaxaca (APPO), espacio en el que convergen más de 350 organizaciones sindicales, indígenas, estudiantiles, campesinas, de mujeres, colonos y entre ellas el magisterio democrático de Oaxaca, que aglutina a más de 70 mil trabajadores”:

“Desde ese momento la lucha se ha tornado en una jornada de resistencia pacífica y civil. Con acciones de resistencia, se han tomado medios de comunicación, se han levantando barricadas, bloqueado la sede de los tres poderes; se ha convocado a cinco mega-marchas, en la última de ellas se concentraron alrededor de 900 mil personas […] y tomado 24 municipios en el estado. Se sigue sintiendo una represión constante por parte de quien cree tener el poder que perdió el 14 de junio, mandando esquiroles, sicarios, porros y paramilitares a su servicio para agredir a la gente que participa en el movimiento magisterial-popular, teniendo ya cinco muertos, entre ellos un niño y dos adultos pertenecientes al MULTI y los compañeros José Jiménez Colmenares y Lorenzo Sanpablo, asesinados en una marcha pacífica y luego de que asistió al resguardo de una radiodifusora; respectivamente. […] Se agregan a la lista de acciones represivas nuestros cinco presos políticos: Erangelio Mendoza González, Catarino Torres Pereda, Ramiro Aragón Pérez, Germán Mendoza Nube y Pedro García, encarcelados injustamente por ser luchadores sociales. Al no ver otra alternativa y como acción política, sale la marcha caminata Por la dignidad de los Pueblos de Oaxaca “14 de junio no se olvida”, desde el 21 de septiembre.”

Por otra parte, la víspera de la jornada electoral que determinaría al nuevo presidente de México, en la segunda plenaria nacional de adherentes del 30 de junio celebrada en la capital del país, el Subcomandante Insurgente Marcos informaría que hasta ese momento 72 organizaciones políticas de izquierda, 136 pueblos indios, 263 organizaciones sociales, 724 grupos y colectivos y 3 mil 695 personas de las 32 entidades federativas habían suscrito la Sexta Declaración Zapatista. En el plano internacional las cuentas arrojarían las siguientes cifras: 1 mil 249 adhesiones, de 23 países americanos; 821, de 25 estados europeos; nueve, de seis naciones asiáticas; diez, en dos países de Oceanía, y cinco, de igual número de naciones africanas. En total: 2 mil 94 adhesiones en 61 países, sin contar México.
Al día siguiente, como Delegado Zero de la Comisión Sexta del EZLN, Marcos expondría a la plenaria los límites de esta como espacio de toma de decisiones y propondría la elaboración de una suerte de manifiesto de La Otra Campaña dirigido a la población, “no a nosotros [que] ya sabemos qué es La Otra y ya sabemos qué queremos”. Un documento "que hablaría de las condiciones de explotación y pobreza respecto a la tierra, el trabajo, la salud, la alimentación, la vivienda, la educación; de aspectos como la información, la cultura, el arte y el respeto a las diferencias; sin dejar de hacer mención del tipo de justicia y de democracia que se vive en México, y haciendo notar que ninguno de los partidos políticos contendientes en la elección hizo propuestas para resolver estos problemas, producto del sistema capitalista".
Así, el 2 de julio, mientras 40 millones 657 mil 57 personas se disponían a sufragar para presidente de la República y demás puestos de elección popular en México (900 mil 373 anularon o fueron anulados sus votos y otras 29 millones 583 mil 51 se abstuvieron de hacerlo), los adherentes a la Sexta Declaración de la Selva Lacandona y La Otra Campaña se dirigieron a la nación con un manifiesto que sostiene que “arriba, la obra cultural y el artista son una cosa más que se vende y se reparte; se promueve el desprecio hacia el diferente, el cholo, el ñero, el mugroso, la jóvena, el gay, la lesbiana, el travesti, el transexual... al que en su propio modo es diferente”; que “los grandes ricos se han enriquecido por el robo, el fraude, el despojo, en complicidad con los gobiernos”, en medio de un sistema de explotación “que nos impone una justicia prostituta en la que el que tiene dinero la compra y el que no, pues no”.
Más aún, el documento del 2 de julio asegura que “el sistema capitalista ha creado un país donde se ejerce la represión y se asesina como medio de solución a los conflictos sociales causados de por sí por el despojo, la explotación, la carencia de justicia y el desprecio que desde arriba nos imponen a la gente sencilla y humilde de abajo”. Que “cada seis años el capitalismo soborna a la [también] prostituida farsa que es la libertad de expresión […] luego nos dan dos segundos de supuesta democracia para elegir a un mismo verdugo que nos engaña con sus tres máscaras –en clara alusión a los tres partidos políticos más numerosos- […] Y cuando ya están en la silla [presidencial], sea que votaste o que no votaste, si hablas, si exiges que cumplan, si pides cuentas: te ignoran, te desprecian, te humillan. Y si luego te juntas con otros para hacer grande y más fuerte la voz de la comunidad, del barrio; entonces te acusan en la televisión, te mandan chingo de policía, te rompen la cabeza a macanazos, te patean, violan a tus mujeres, matan a tus hijos y te meten a la cárcel”.
Y concluirá, entre otras cosas, con un saludo “a todos los pueblos del mundo que resisten, que luchan y que no se rinden ni se venden. A todos los pueblos del mundo que sufren en el palpitar de todas las latitudes del planeta los embates del capitalismo; que son invadidos territorial y/o culturalmente; que son violentados en una guerra desigual, injusta, oprobiosa y que resisten y sobreviven y se organizan y se defienden”.
Tras un largo impasse plagado de irregularidades que hicieron suponer a buena parte de la población que se había fraguado un fraude electoral de gigantescas proporciones, el Tribunal Electoral del Poder Judicial de la Federación (TEPJF) declaró como triunfador de la contienda al exsecretario de Energía de Vicente Fox, Felipe de Jesús Calderón Hinojosa, por una ventaja apenas menor a un punto porcentual (0.56), equivalente a 233 mil 831 votos, respecto de su contrincante, el candidato de la llamada izquierda partidista y exjefe de gobierno de la Ciudad de México, Andrés Manuel López Obrador.

### Los peatones de la historia
Entre los meses de julio y septiembre La Otra Campaña se enfocó en la lucha por la liberación de los presos políticos del 3 y 4 de mayo, con acciones tanto dentro como fuera de México; mientras las organizaciones, grupos, colectivos y personas adherentes en el norte del país continuaban con las tareas de discusión y construcción de La Otra Campaña, y la Comisión Sexta del EZLN sostenía una serie de contactos y consultas con adherentes del Distrito Federal, Estado de México, Morelos, Michoacán, Querétaro, Tlaxcala, Puebla, Veracruz, Oaxaca, Guerrero, Jalisco, Hidalgo, Zacatecas, Nuevo León, San Luis Potosí, Colima, Nayarit, Guanajuato y Aguascalientes.
Unos días antes, en un extenso comunicado titulado Los zapatistas y la Otra: los peatones de la historia, el todavía Delegado Zero había refrendado la posición del EZLN respecto a continuar luchando de manera civil y pacífica y su distancia para con el lopezobradorismo, en tanto ser congruentes con un movimiento anticapitalista y de izquierda como se pretende sea La Otra Campaña. Así también, expresó los límites y vicios que se han manifestado al interior de la misma Otra Campaña y su respeto, por un lado, para con el movimiento en contra del fraude electoral que impuso a Calderón Hinojosa como presidente de México y su crítica, por otro lado, a lo que llamó el “lopezobradorismo ilustrado”; saludando por último la lucha de la APPO y el magisterio oaxaqueño.
El primer comunicado firmado por la Comisión Sexta en su conjunto, terminaría reconociendo que el rostro, la palabra y el camino de La Otra Campaña se habían vuelto más difusos, dándole a La Otra una buena dosis de indefinición. Aceptaría que un problema “grave y urgente es que no tenemos definido el cómo se toman las decisiones de La Otra como movimiento [y] a veces se presenta una posición personal, de grupo o de organización (incluido el EZLN), como si fuera la posición de toda La Otra”. Y llamaría a “ya no sólo conocer, difundir y enlazar entre sí las resistencias que hay en nuestro país contra el sistema capitalista, sino irnos organizando ya en torno a ese plan [nacional de lucha], su contenido, sus objetivos y los pasos y modos para cumplirlo”:

"Pensamos que es ya el tiempo de que se vayan quienes no se sientan identificados con lo que es el pensamiento mayoritario de La Otra, y que permanezcan y lleguen quienes sí se ven reconocidos en ese rostro colectivo que construiremos. Creemos, pues, que ha llegado la hora de las definiciones que quedaron pendientes […] Es decir, responder, ya como La Otra, a las preguntas: ¿quiénes somos?, ¿dónde estamos?, ¿cómo vemos el mundo?, ¿cómo vemos nuestro país?, ¿qué queremos hacer? y ¿cómo lo vamos a hacer?"

Y propondría "que todos los adherentes concluyamos ya nuestro análisis, discusión y definición, y que tomemos una posición respecto a las características fundamentales de La Otra, su estructura, su política de alianzas, el lugar de las diferencias, quiénes están convocados y quiénes no, y las tareas comunes a todos los adherentes (además de las que cada quien tiene según su lucha)". Que la conclusión de "este análisis, discusión y definición se realice fundamentalmente, en el lugar donde se decidió la adhesión: pueblo indio, organización política o social, ong, grupo, colectivo, familia, individuo [porque] es ahí donde cada quien resiste y lucha; [generando] un debate intenso, pero siempre respetuoso, sobre las ideas y propuestas de cada quien". Llamaría además a este ejercicio se dé por terminado durante los meses de octubre y noviembre de 2006 y que "la decisión de cada quien se manifieste en una consulta a todos los adherentes [...] donde sea escuchada y se tome en cuenta la opinión de todos y cada uno de los adherentes, sin importar el lugar donde se encuentre, el idioma que hable, su edad, su raza, su preferencia sexual, su escolaridad, ni si sabe hablar en público o no, ni etcétera, sólo si se adhirió a la Sexta Declaración".
Esta consulta se realizaría la semana del 4 al 10 de diciembre de 2006 y su realización sería asumida por las distintas "unidades organizativas de trabajo" que existieran o se hubieran creado para ello, respetando "los 'modos' de cada quien para manifestarse y dar a conocer su opinión: sea por pronunciamiento individual, familiar, de grupo, de colectivo, de organización o de pueblo indio"; decidiendo también "la forma y contenido de la realización de la consulta en el ámbito donde la llevará a cabo".